# ヘルヴェティア共和国

ヘルヴェティア共和国
Helvetische Republik (ドイツ語)
République helvétique (フランス語)
Repubblica Elvetica (イタリア語)
Republica helvetica (ロマンシュ語)

ヘルヴェティア共和国の地図

ヘルヴェティア共和国（ヘルヴェティアきょうわこく、仏: République helvétique, 独: Helvetische Republik）は、1798年から1803年の間にスイスに存在した共和国である。首都はルツェルン。

## 概要
1798年3月5日、フランス共和国軍はスイスへ侵攻した。スイスの盟約者団は崩壊し、4月12日にヘルヴェティア共和国の建国が宣言された。それまでのカントンの独立性の高い政治体制と封建的権利は廃止され、フランス革命の諸原理を取り入れた中央集権的な新政府が樹立された。
こうした「進歩的」政策はスイスの国情と合わず反発を招いた。ニトヴァルデンで発生した蜂起は占領軍によって鎮圧されたが、政情不安と財政問題が続き国家として機能しなかった。
1803年2月19日、ナポレオン・ボナパルトの仲裁により以前の盟約者団が復活し、中央集権的な政府は廃止された。この過程でいくつかの領域がカントンへ昇格し、憲法の規定も見直されるなど、その影響は今日でも残っている。

## 行政区画
共和国の統治下ではカントンは単なる行政区画として位置づけられた。以下の19のカントンが設置された。
- アールガウ
- バーデン
- バーゼル
- ベリンゾーナ
- ベルン
- フリブール
- レマン
- リント
- ルガノ
- ルツェルン
- オーバーラント
- ラエティア
- センティス
- シャフハウゼン
- ゾロトゥルン
- トゥールガウ
- ヴァルトシュタッテン
- ヴァレー
- チューリヒ